# Gelbes Mänderle
Das Gelbe Mänderle (Paederota lutea Scop.; Syn.: Veronica lutea (Scop.) Wettst.) ist eine in den Südost-Alpen subendemische Pflanzenart aus der Familie der Wegerichgewächse.

## Merkmale
Das Gelbe Mänderle ist eine ausdauernde, krautige Pflanze, die Wuchshöhen von 10 bis 35 cm erreicht. Die Stängel sind aufrecht bis überhängend, und schwach kraus behaart. Die Blätter sind 3 bis 7 cm lang und 1,5 bis 3 cm breit. Der Blattrand ist auf beiden Seiten mit je über 10 Zähnen besetzt. 
Der Kelch ist fünfzählig. Die Kronblätter sind gelb und 10 bis 15 mm lang. Die Staubblätter sind etwa gleich lang wie die Blütenkrone. Blütezeit ist Juni bis August. Die Früchte sind vielsamige Kapseln.
Die Chromosomenzahl der Art ist 2n = 36.

## Verbreitung
Das Gelbe Mänderle hat ein disjunktes Areal: Es kommt in den südöstlichen Gebieten der Ostalpen vor (Süd-Kärnten, Slowenien, Nordost-Italien) und in der Herzegowina (süddinarisch). 
Es wächst in Felsspalten und in Gesteinsschutt, stets über Kalk in der montanen bis alpinen Höhenstufe von 1000 bis 2200 m. Es ist eine Verbandscharakterart des Potentillion caulescentis.

## Taxonomie
Ein Synonym für Paederota lutea Scop. ist Veronica lutea (Scop.) Wettst.